# 伊藤穰一
伊藤 穰一（いとう じょういち、1966年〈昭和41年〉6月19日 - ）は、日本のデジタル・アーキテクト、ベンチャーキャピタリスト、実業家、学者、作家。株式会社デジタルガレージ 共同創業者兼取締役。千葉工業大学変革センター長、同大学長。藤田医科大学ヘルスデータ・アーキテクチャセンター副所長・客員教授。ブータン・ゲレフ投資開発公社の取締役兼会長。内閣府のグローバル・スタートアップ・キャンパス構想(GSC)のエグゼクティブ・アドバイザーおよびステアリング・コミッティのメンバー。また、デジタル庁「デジタル社会構想会議」委員、経済産業省「Web3.0・ブロックチェーンを活用したデジタル公共財等構築実証事業」アドバイザリーボード委員も務める。慶應義塾大学サイバー文明研究センター客員研究員。講談社、サントリーホールディングス、MUFGなどのアドバイザー。
マサチューセッツ工科大学教授及びMITメディアラボ所長を2011年より2019年まで日本人で初めて務め、2016年7月1日からはマサチューセッツ工科大学教授も兼務。MITメディアラボ辞任後の2023年現在、MITメディアラボ及び米国のチャリティ Institute of Electrical and Electronics Engineers (IEEE) が設立した、人工知能(AI)の倫理とガバナンスに焦点を当てたイニシアチブのメンバーを務めている。
様々な活動を通じて世界有数のインターネット活動家としての活動が評価され、英オックスフォード大学内オックスフォード・インターネット・インスティテュートより生涯業績賞を2011年に受賞。2012年よりクローラ事業を行う非営利団体、コモン・クロールのアドバイザー。2014年には、SxSWインタラクティブ殿堂入り及びニューヨークのニュースクール大学から名誉文学博士号を、2015年にはタフツ大学から名誉人文学博士号を授与された。2016年、米WIRED誌との企画でバラク・オバマ元米大統領と対談。2017年には、企業間でのイノベーションや研究開発に関する知識及びベストプラクティスの共有を促進する国際的非営利団体Innovation Research InterchangeよりIRIメダルを受賞し、同年、米国芸術科学アカデミーに選出された。2018年にはフレデリック・ダグラス・ファミリー・イニシアチブとアンチレイシスト・リサーチ&ポリシー・センターからフレデリック・ダグラスの精神を反映する平等と自由のために活動をしている200人（FD200）に選出。2019年にはインターネット上でのプライバシー保護や市民の権利を守るために活動している非営利団体EPIC (Electronic Privacy Information Center)から生涯業績賞を授与された。
過去には、インターネットおよびテクノロジー企業に焦点を当てた起業家としての役割が評価され、日本国内で初のインターネットサービスプロバイダ(ISP)のPSINet Japan、広告プロモーションと決済事業を収益基盤としたデジタルガレージ、検索エンジンのインフォシークなどを設立。1997年に警察庁情報セキュリティビジョン策定委員会委員にネットワークセキュリティ専門家として請われ日本の警察庁ハイテク犯罪対策室立ち上げに関与した。警察庁総合セキュリティ対策会議委員など多くの委員を務めた。
アメリカではハーバード・ロースクール客員教授、米ピュアテック・ヘルス取締役会長、非営利団体クリエイティブ・コモンズ取締役会長兼最高経営責任者を務める上に、理事としてニューヨーク・タイムズ社、ソニー株式会社、ジョン・S・アンド・ジェームズ・L・ナイト財団、ジョン・D・アンド・キャサリン・T・マッカーサー財団、ICANN (The Internet Corporation for Assigned Names and Numbers)、Mozilla財団、OSI (The Open Source Initiative)、電子プライバシー情報センター(EPIC)などに歴任した。

## 来歴

### 生い立ち

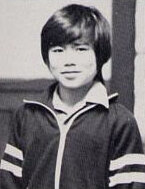
1981年撮影

1966年6月19日、京都府で生まれた後に一家でカナダへ、さらに3歳の頃にアメリカミシガン州デトロイト郊外へ移住している。父親は研究者、母親は秘書としてエナジー・コンバージョン・デバイセズ（現在のOvonics社）で働いていた。同社の創業者、スタンフォード・ロバート・オブシンスキーにとても目を掛けられ、当時のテクノロジーや社会情勢について教育を受け13歳で「もはや子どもではなかった」と語られている。毎年、夏は妹と共に日本の祖母宅で過ごし、祖母から伝統的な日本文化について教わった。母親がエナジー・コンバージョン・デバイセズ日本法人社長へ着任する時に14歳で日本へ帰国したため、西町インターナショナルスクール、およびアメリカンスクール・イン・ジャパンにて学ぶ。福井謙一が母と親交があったため、伊藤は彼と幼少期より親しくし、彼を通じて化学や物理学への造詣を深めている。

### 学生時代～その後
1985年の通信改革以前にモデムを利用していた日本人の一人で、10代でThe Sourceやoriginal MUDを始め26歳まで自作MUDを使っていた。高校卒業後に再度渡米してタフツ大学で後のeBay創業者Pierre Omidyarと出会うも、専攻の堅苦しさとコンピューターを学校で「習う」ことに違和感を覚え、中途退学してOvonics社で働き始めるがStanford R. Ovshinskyに復学を勧められる。シカゴ大学物理専攻へ入学するも、物理を理解させることより実用的エンジニア育成を重視するカリキュラムに失望し、再び中途退学している。1985年秋にConnected Education社のパイオニアプログラム・オンラインコース第1期生となり、ニュースクール大学で単位を取得した。
シカゴのナイトクラブThe LimelightやThe Smart BarでDJを務め、Metasystems Design Groupと一緒に東京でネット共同体を模索している。後にMetro ChicagoのJoe Shanahanに援助されて六本木でナイトクラブXY Relaxを運営。
著書に「Emergent Democracy」があり、慶應義塾大学大学院メディアデザイン研究科非常勤講師を務めたことがある。一橋大学大学院博士課程中退。

### MITメディアラボ (2011–2019)
2011年4月、ニューヨークタイムズが伊藤のMITメディアラボ所長就任を報じ、2011年9月1日より日本人として初めてMITメディアラボ所長（第4代目）を務めた。2016年7月1日からはマサチューセッツ工科大学教授も兼務。ニューヨーク・タイムズは「2度の大学中退歴を持つ彼の就任は、非常に珍しいケースだ」と伝え、Calit2の所長ラリー・スマールは「選任はラディカルだが賢明だ」と評価している。メディアラボの共同創業者で名誉議長のニコラス・ネグロポンテは「Joiがメディアを変えていくだろう」と語っている。アジアン・サイエンティスト・マガジン誌のインタビューでは、MITメディアラボのビジョンを語った上で「教育」ではなく「学び」という言葉のほうがしっくりくると語っている。着任後にメディアラボの活動指針として「ユニーク、インパクト、マジック」を示し、「誰もやっていないことをやる、真似はしない（ユニーク）」「やるなら社会にインパクトを与える活動を目指す（インパクト）」「そしてそれは驚きや感動を与えるものであるべきだ（マジック）」という意味の3つのキーワードを提示した。
2013年にディレクターズ・フェロープログラムを創設し、ケニアの起業家ジュリアナ・ロティッチ、デトロイトの作家シャカ・センゴア、マジシャンのマルコ・テンペストなど、従来のメディアラボが接点を持ち難い人々を積極的に巻き込んでメディアラボの多様性に挑戦した。

#### MITメディアラボ所長を辞任 (2019)
2019年、児童性犯罪者として有罪判決を受けたジェフリー・エプスタインとのつながりが明らかになり、伊藤は当初、謝罪文を書いたが、辞任はしなかった
。2019年8月、L・ラファエル・ライフMIT学長はメディアラボの個人とジェフリー・エプスタインとの関係について、「極めて深刻」で「深く憂慮すべき疑惑」があるとして、「即座に、徹底的に、独立した」調査を行うよう要請した。
辞任を求める声を受けて、8月下旬には、ローレンス・レッシグ、スチュアート・ブランド、ニコラス・ネグロポンテ、ジョナサン・ジットレイン、ジョージ・チャーチなど100人以上の署名入りで、伊藤を支持するウェブサイト（wesupportjoi.org）と書簡が公開された 。しかし、詳細が明らかになった後、このウェブサイトは削除された。伊藤は後に、エプスタインからラボのために52万5,000ドルの資金提供を受け、エプスタインが伊藤の個人投資ファンドに120万ドルを投資することを許可したことを認め 、謝罪した。
2019年9月6日、「ザ・ニューヨーカー」に掲載されたローナン・ファローによる記事では、伊藤が率いるラボは、認めていたよりも「エプスタインとより深い資金調達の関係」があり、ラボはエプスタインとの接触の範囲を隠そうとしていたと主張した。この記事は、エプスタインと伊藤らの間で交わされたリークメールに基づいており、「伊藤や他の研究所の従業員は、エプスタインが行った寄付や勧誘した寄付とエプスタインの名前が結びつかないようにするために多くの手段を講じた」「伊藤は特にエプスタインから個別の寄付を勧誘した」などと主張している。さらに記事は、エプスタインが 「研究所と他の裕福な寄付者との間の仲介役として、個人や団体から数百万ドルの寄付を募っていたようだ」「エプスタインは研究所のために少なくとも750万ドルの寄付を確保した」と主張している。
伊藤は、ニューヨーク・タイムズ紙への電子メールで、ニューヨーカー誌の報道は「事実誤認に満ちている」と述べている。ハーバード・ロースクールのローレンス・レッシグ教授によると、ジェフリー・エプスタインの寄付を匿名にしたのは、エプスタインの評判を「ホワイトウォッシュ（粉飾）」しないためであり、伊藤とエプスタインの関係を隠すためではないとのことである。
伊藤は同年9月7日付でメディアラボ所長を含むMITでの関連職を辞任。
2019年9月12日、MITコミュニティへの公開書簡で、ライフ学長は2012年にエプスタインへの感謝状に署名したことを認めた。この感謝状は、セス・ロイド教授への寄付に対するものであった。ライフ学長はコミュニティへの公開書簡で、「私は2012年8月16日に、この手紙に署名したようです。私の学長職に就いてから約6週間後のことです。覚えていませんが、確かに私の署名が入っています。」と述べた。9月18日には、「多くの学生が、なぜあの感謝状に署名したのか、質問もせずに覚えていなかったのかと尋ねてきました。答えは簡単です。私はその名前を認識していなかったし、毎週多くの標準的な感謝状に署名しています。その中には、研究所への寄付者に感謝する数百通の手紙も含まれています。」と説明した。

#### 辞任
2019年9月、伊藤はThe New Yorkerの記事の直後にメディアラボの所長とMITの教授を辞任した。ニューヨーク・タイムズ紙は、伊藤がハーバード大学の客員教授職を辞任したことに加え、論争の中で9月7日に他の多くの役割を放棄したと報じた。
- 伊藤は、マッカーサー基金の理事を辞任した[44]。マッカーサー基金は、「ニューヨーカー』誌に掲載された伊藤の行動に関する最近の報道が事実であれば、それはマッカーサーの価値観に合致するものではない。最も重要なことは、ジェフリー・エプスタインの虐待を生き延びた少女や女性たちに心を寄せることである。」としている[45]。
- 彼は、エプスタインの暴露を受けて、ニューヨーク・タイムズ・カンパニー社の取締役を辞任した[46]。ニューヨーク・タイムズ社は、「私たちのニュースルームは、エプスタイン氏に関する積極的な報道を続け、長年にわたって彼を可能にした個人とより広範な権力システムの両方を調査する。」とコメントしている[47] [48]。
- 伊藤は、ジョン・S・アンド・ジェームズ・L・ナイト財団の評議員を辞任した。ナイト財団は、「ジェフリー・エプスタインの犯罪は、彼の被害者である少女や女性たちの間で最も痛ましい反響を呼んでいる。私たちは、彼らに深い哀悼の意を表する。」と表明した[49]。
- また、PureTech Health社の会長を辞任した。同社は、「MITメディアラボに関連する状況を考慮すると、JoiのPureTechからの辞任が適切であることに合意した。」と述べている[50]。

#### MIT調査結果
2020年1月10日、MITはジェフリー・エプスタインとの関わりについて事実調査の結果を発表した。グッドウィン・プロクター法律事務所は「エプスタインからMITへの寄付及び寄付以外のMITとの関与の両方について調査するよう」委託を受け調査を行った。MITの報告書では「MITへの寄付を主導していたのは、MITの中央管理部門ではなく、メディアラボ所長の伊藤穰一、またはロイド教授であった」とされている。しかし、同報告書は一部のMIT上級職員チームが「伊藤とメディアラボを支援するためのエプスタインからの寄付を認識し、承認していた」とも述べている。更に報告書には「一部のメディア報道に反して、エプスタインも彼の財団も、MITの寄付システム上で「失格」とコード化されたことはない」としており、「失格」というコードは個人や団体がMITのデータベースに「ブラックリスト」に載っているとか、MITへの寄付が禁止されているという意味ではなく、以前MITに寄付をしたが、現在は休止状態にあるか、MITへの寄付に関心がない寄付者を示すデータベース上のコードであるとしていた。報告書の要旨は「当時のMITには論議の的となる寄付者を扱うための方針や手順が明確に定められていなかったため、エプスタインの有罪判決後に寄付を受け入れるという決定は大学の方針に違反していると判断できなかった。しかし、寄付を受けるという決定はMITのコミュニティに深刻な損害をもたらす集団的、かつ著しい判断ミスであったことは明らかである」という所見で締めくくられている。

### MITメディアラボ所長辞任後
MITメディアラボ所長辞任後の2021年8月、日本のデジタル庁の事務方トップ「デジタル監」に伊藤を起用する方向で進められていると各メディアで報道された。報道後、ジェフリー・エプスタインとの関係を有していた伊藤の起用を問題視する声が相次いだ。日本政府は伊藤のデジタル監起用を断念し、一橋大学名誉教授の石倉洋子を起用したが、デジタル庁は設置後の9月7日、有識者会議「デジタル社会構想会議」のメンバーの一人に伊藤を起用したことを発表した。

### ポッドキャスト
2021年秋よりポッドキャスト、「変革への道 - Joi Ito's Podcast」を配信している。ゲストを迎える以外にも、暗号通貨に代表される金融、茶道、文化など、現代を生きる様々な関心を培っている。
出演ゲストは南條史生、松井孝典、池上英子、キャシー松井、茂木健一郎、平将明、オードリー・タン、平井卓也、暦本純一、御手洗瑞子、藤田清、伊住禮次郎、戸田貴士、原研哉、本田圭佑、為末大、近藤麻理恵、ティムラズ・レジャバ、ローレンス・レッシグ、中田敦彦、西野亮廣、など多岐に渡る。

### ニューロダイバーシティ
2023年9月にNPO法人ニューロダイバーシティを設立。スクール運営とコミュニティ作りを通じて、教育と社会の変革の推進を目標としている。ニューロダイバーシティ・スクール・イン 東京はDIR/Floortimeとレッジョ・エミリア・アプローチを融合させた、バイリンガルなオルタナティブスクール。Neurodiversity Potential は、日本でニューロダイバーシティの考え方をより多くの方に知ってもらい、社会的・文化的ムーブメントを生み出し、広げることを目的としたコミュニティ
。また、ニューロダイバーシティについても語っている。

### 千葉工業大学

#### 変革センター（2021-）
2021年12月、千葉工業大学・変革センター(The Center for Radical Transformation: CRT)所長に就任したこと、2022年1月より同大学評議員に就任することが発表された。

#### 学長（2023-）
2023年7月より、千葉工業大学14代学長に就任。

#### 千葉工業大学名誉博士新制度
千葉工業大学は令和6年2月に名誉博士の称号を授与する制度を制定。これは、学術文化や社会への功績が特に顕著であると認められ、今後、千葉工業大学の教育研究への寄与が期待される、また、今までに千葉工業大学の教育研究に寄与した功績が顕著であると認められた者に贈られる。
新制度下、2024年10月に三笠宮家の彬子女王殿下に、2025年5月にブータン王国のジグミ・ケサル・ナムゲル・ワンチュク国王陛下、ロリーン・パウエル・ジョブズ、およびリード・ギャレット・ホフマンに対し名誉博士の称号が贈られた。

### グローバル・スタートアップ・キャンパス（GSC）構想
2024年以降、内閣府のグローバル・スタートアップ・キャンパス構想(GSC)のエグゼクティブ・アドバイザー、およびステアリング・コミッティのメンバーを務め、マサチューセッツ工科大学(MIT)ロバート・ランガー教授や、リード・ギャレット・ホフマン氏を迎えたワークショップを行っている。

## 人物

### 実業家

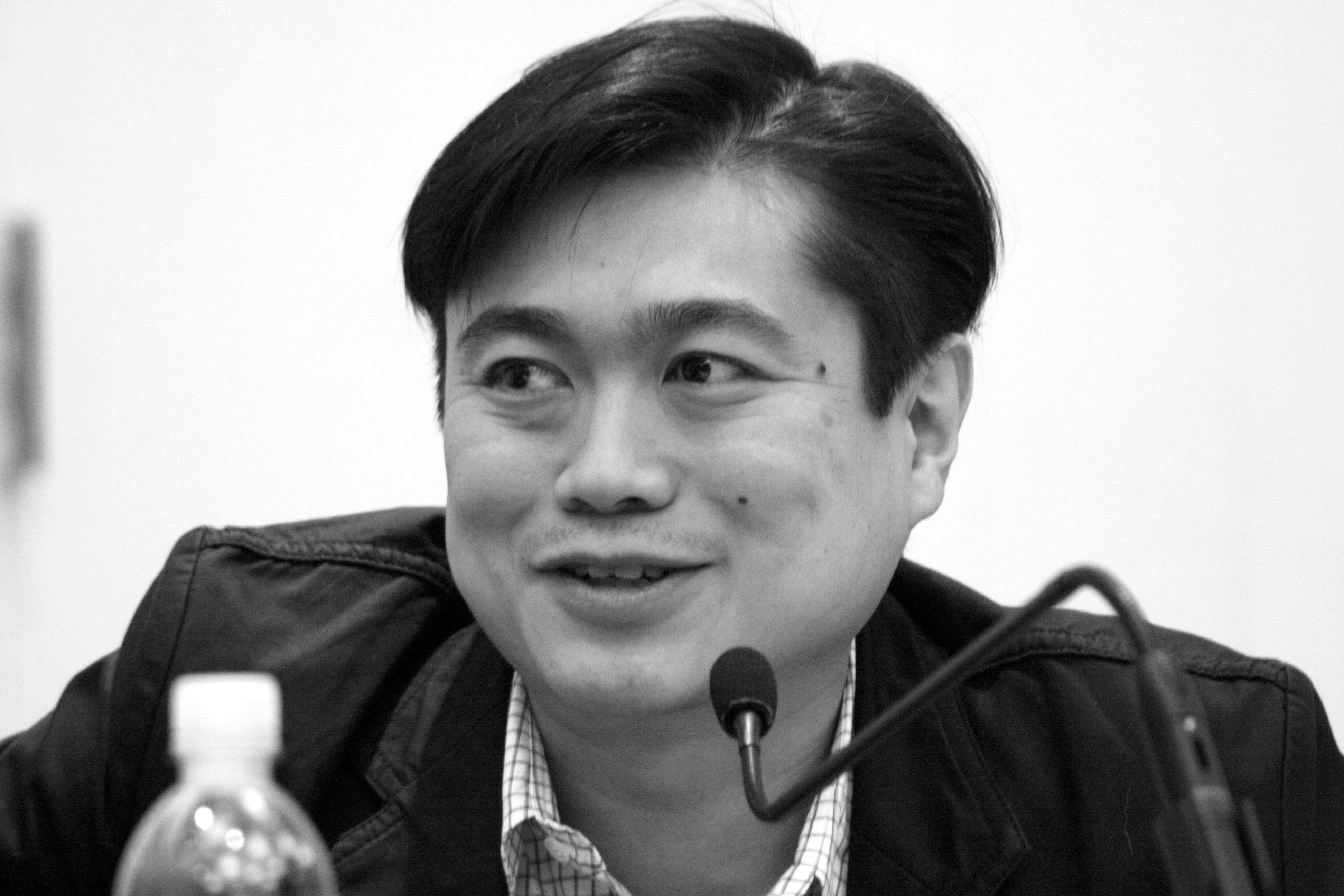
2008年 クリエイティブ・コモンズ・ジャパン パネルディスカッションにて

PSINet Japan、株式会社デジタルガレージ、Infoseek Japan、など多数のIT関連会社を起業している。デジタルガレージ、カルチュア・コンビニエンス・クラブ、ローソン、マネックスグループ、ソニー、株式会社日本技芸、Tucows、Mozilla Foundation、WITNESS、Creative Commons、The John S. and James L. Knight Foundation、マッカーサー基金などのボードメンバーを務める。

### 個人投資家
ベンチャーキャピタリストだけでなくエンジェル投資家としても世界に知られている。売上が小さく非常に早い段階（アーリーステージ）でのベンチャー支援に積極的で、ブログやソーシャルサービス、マイクロファイナンスなど、インターネット時代を代表するユニークなビジネスの創出に貢献しており、過去に、Twitter、Six Apart、Wikia、Flickr、Last.fm、Fotonauts、Kickstarter、Path、littleBits、FormLabs、ASAPP、ロフトワークなどへ投資している。創発民主制・シェアリングエコノミーの提唱者でもある。

### 学位
- 2013年5月、ニュースクール大学より名誉博士号（文学）を授与[74]
- 2015年5月、タフツ大学より名誉博士号（文学）を授与[75]
- 2016年7月1日付でMITのProfessor of the Practice of Media Arts and Sciencesに任命
- 2018年7月、慶應義塾大学大学院政策・メディア研究科より博士号（政策・メディア）を取得[76]

### ジャーナリズム
アジア版ウォールストリート・ジャーナルとニューヨーク・タイムズなど数々の雑誌や新聞へ寄稿し、デイリー・ヨミウリ、マックワールドジャパンなどで連載していた。
ニューヨーク・タイムズオンライン、ビジネスウィーク、American Heritage、Wired、Forbes、BBC Newsなどにインタビューが掲載される。
TED2014でのスピーカー。

### 交際
リード・ギャレット・ホフマン、ロリーン・パウエル・ジョブズ、J・J・エイブラムス、セス・ゴーディン、坂本龍一、山本コウタロー、三枝成彰、櫻井よしこ、南場智子、黒川清、茂木健一郎、ティモシー・リアリー、スプツニ子!、ジョン・ペリー・バーロウなど文化人、経済人や学術会に交際範囲が広い。文化人類学者の伊藤瑞子は妹、音楽家の小山田圭吾ははとこである。

### 趣味
ダイビングではPADI公認マスター・スクーバ・ダイバー、DAN公認インストラクターで、写真ではライカのコレクターであり、200名以上の有名人を撮影した写真はクリエイティブ・コモンズ・ライセンスで提供されWikipediaなど様々な場面で利用されている。2023年、日本を代表する茶道文化の文化財を次世代に継承することを目的に、林郁、元榮太一郎、佐藤輝英とともに発起人となり、各界の第一人者がアドバイザーとして参画する「沼津倶楽部継承プロジェクト」を開始。国の登録有形文化財として文化庁に登録されている「千本松・沼津倶楽部」の歴史的建築と文化価値の継承、発信を推進。

## 著書

### 著作
- 『「ひらめき」を生む技術』KADOKAWA、2013年 ISBN 4040800052
- 『テクノロジーが予測する未来 web3、メタバース、NFTで世界はこうなる』SBクリエイティブ、2022年 ISBN 4815616469
- 『AI DRIVEN AIで進化する人類の働き方』SBクリエイティブ、2023年、 ISBN 4815619069
- 『教養としてのテクノロジー AI、仮想通貨、ブロックチェーン』 講談社、2023年 ISBN 4065335175

### 共著
- 『インターネット7日間の旅』日経BP、1994年 ISBN 4822720276
- 『「個」を見つめるダイアローグ』ダイヤモンド社、2006年 ISBN 4478942269
- 『革命メディア ブログの正体』インデックス・コミュニケーションズ、2006年 ISBN 4757303564
- 『「プレゼン」力 ~未来を変える「伝える」技術』講談社、2016年 ISBN 4062195631
- 『９プリンシプルズ 加速する未来で勝ち残るために』早川書房、2017年 ISBN 4152096977
- 『ライフロング・キンダーガーテン 創造的思考力を育む４つの原則』日経BP、2018年 ISBN 4822255557
- 『教養としてのテクノロジー―ＡＩ、仮想通貨、ブロックチェーン』NHK出版 、2018年 ISBN 4140885459
- 『都市とアートとイノベーション 創造性とライフスタイルが描く都市未来』幻冬舎、2024年 ISBN 4344041984
- 『普通をずらして生きる　ニューロダイバーシティ入門』リンクタイズ、2024年 ISBN 978-4833441339

他には、2011年に親交が深い296人のポートレイト写真を収録した写真集FREESOULS: Captured and Released by Joi Ito」をクリストファー・アダムスと出版している。

### 監修
- 『角川インターネット講座 (15) ネットで進化する人類 ビフォア/アフター・インターネット』KADOKAWA、2015年 ISBN 4046538953

## インタビュー・対談
- 「アウトロー日本人の『真の人脈術』」WEB GOETHT Innovator＆Networker
- 「『“ラボ”で右脳を刺激する』日本でマーク・ザッカーバーグを生み出す教育論」×茂木健一郎
- 「予測しない、実践する、今想像できないことをしたい」×林千晶 【前編】 【後編】
- 「年齢を重ねるほど楽しくなる、それには絶対の自信がある」林千晶のあの人に会いたい WISDOM
- 「世界を変えることができるのは権威を疑い、自分で考える若者たちだ」クーリエ・ジャポンの現場から【前編】 【後編】
- 「『イノベーションの民主化』とその破壊的変化にしなやかに対応するための9つの原則」 WIRED
- 「逸脱からはじまる『学び』の実践」academyhills
- 「学歴がなくても、世界で活躍する人の真実」×波頭亮 東洋経済オンライン【前編】 【後編】
- 「MIT Media Lab新所長に聞く」CNET Japan
- 「MITメディアラボの新ディレクターに迫る」タイムアウト東京
- 「僕らは儲けや効率性よりも夢や希望の技術を作り出したい」DIAMOND ONLINE
- 「日本人よ、権威を棄て現場に回帰せよ」JB PRESS -※有料コンテンツ
- 「成功するサービスほど変化する。必要なのは想定外を許容する風土」MIT Media Lab講演レポ エンジニアtype
- 「1社に閉じ籠っていてはイノベーションは生まれない」Tech-On!
- 「ブログの『今』を語る」ITmedia
- 「LinkedInの魅力と活用法」Linked in.
- 「年功序列は若者に行動力発揮する機会与えぬ」NEWSポストセブン
- 「"混とん"に飛びこめ!」クローズアップ現代 - ウェイバックマシン（2016年8月9日アーカイブ分）
- 「スペシャル対談 伊藤 穰一 × 坂本龍一」NHK スーパープレゼンテーション
- 「伊藤穰一氏、石井裕氏が日本企業トップと語り合った日」Tech総研
- 「日米で共通の『学び』の現状。家庭を、学校を、外に開け」Tech総研
- 【対談】伊藤穰一×野田聖子「失われた30年」の打開策はある！
- 【起業投資家が茶道に求めるもの 変革に美学が必要な理由 THE CONCEPT#15
- 【 伊藤穣一コラム】私と茶の湯［第１回］
- 「理論と実践で導く“新たな社会”─Gaudiyと5人の研究者が語る産学連携とその課題
- 第２回グローバル・スタートアップ・キャンパス ワークショップ
- Celebrating 117th National Day of Bhutan
- 【解説】ハーバード1.2兆円凍結の衝撃！トランプが狙う"エリート大学つぶし"と関税戦争の行方
- 【解説】イランとイスラエルが衝突 米国も混乱…日本が握る“世界戦争回避”の鍵｜伊藤穰一
- 伊藤穰一 × 隈研吾｜メタボリズムからデジタル建築へ：分散型社会に必要な「新しいアーキテクチャー」とは？

## テレビ出演
- 『スーパープレゼンテーション』（NHK、2012年4月 - 2018年3月）
- 『Earthshot 世界を変えるテクノロジー』（BSテレ東、2022年4月 - 9月）

## 受賞歴
1997年にタイム「サイバーエリート」一員、2000年にビジネスウィーク「Entrepreneurs and Dealmakers」でアジアのスター50人、2001年に世界経済フォーラム「明日のグローバルリーダー」、2005年にニューズウィーク"Leaders of The Pack (high technology industry)"、2007年と2011年にヴァニティ・フェア「The Next Establishment」、2008年にビジネスウィーク「ウェブ業界で最も影響力のある人」、2011年にForeign PolicyとEthan ZuckermanでTop Global Thinkersに、2011年と2012年に日経ビジネス「次代を創る100人」に選出されている。2000年に総務省からIT分野への貢献を表彰され、2011年7月22日にLifetime Achievement AwardでUniversity of Oxford Internet InstituteからWorld's leading advocates of Internet freedomと評される。。2011年にオクスフォード大学インターネット研究所より特別功労賞受賞。2014年にSXSWインタラクティブフェスティバル殿堂入り。2014年にAcademy of AchievementよりGolden Plate Award受賞。

### 公式サイト
- Joi Ito's Web
- Joi Ito (@Joi) - X（旧Twitter）
- 創発民主制（訳：公文俊平） (PDF)
- 英語版Wikipediaにおける本人のユーザーページ 英語ネイティブで日本語は中級レベルとある。
- MITメディアラボ所長就任を伝えるMIT News
- MIT Media Lab
- 伊藤穰一 - TEDカンファレンス（英語） 
  - 伊藤穰一:革新的なことをしたいなら「ナウイスト」になろうの講演映像 - TEDカンファレンス、2014年3月、12分28秒。